# Servet-i Fünûn

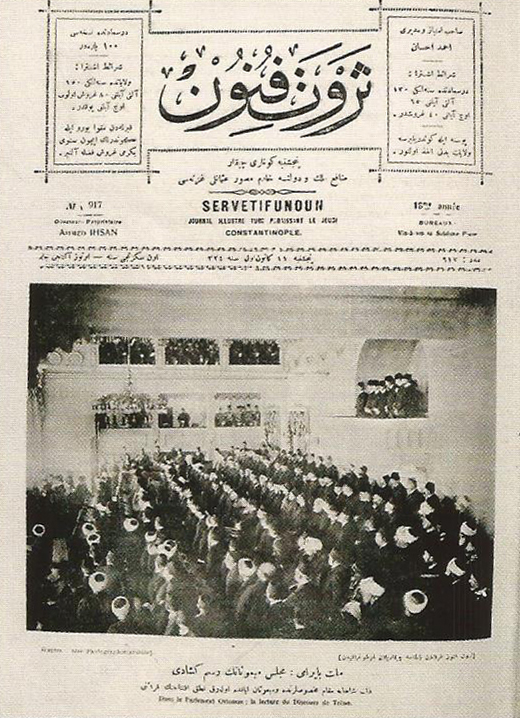
Ausgabe vom 24. April 1908

Servet-i Fünûn (osmanisch ثَروَتِ فُنون Servet-i Fünûn, İA Servet-i Fünūn, deutsch ‚Reichtum der Geisteswissenschaften‘) war eine in der Türkei zwischen 1891 und 1944 erscheinende avantgardistische Fachzeitschrift. Sie wurde von Halid Ziya und anderen Autoren der gleichnamigen, osmanisch-türkischen Literaturbewegung (alternativ auch ادَبِيّاتِ جَديدَه Edebiyat-ı Cedîde) veröffentlicht, um die Leser über europäische, insbesondere französische, kulturelle und intellektuelle Bewegungen zu informieren. Die anfangs wissenschaftlich-technische Zeitschrift entwickelte sich mit der Zeit zur führenden türkischen Literaturzeitschrift, nachdem Tevfik Fikret im Jahr 1896 zum Herausgeber der Zeitschrift wurde und sie zu einer Kunst- und Literaturzeitschrift machte.
Bekannte Autoren der Servet-i Fünûn waren Halid Ziya Uşaklıgil, Tevfik Fikret, Ali Ekrem Bolayır, Hüseyin Suat Yalçın, Ahmet Hikmet Müftüoğlu, Süleyman Nazif, Cenab Şehabeddin, Mehmet Rauf, Celal Sahir Erozan, Hüseyin Siret Özsever, Ahmet Reşit Rey, Mehmed Sami, Hüseyin Cahit Yalçın, Fâik Âli Ozansoy, Celal Sahir Erozan und İsmail Sefa.